# Андреевская (Сямженский район)
Андреевская — деревня в Сямженском районе Вологодской области.
Входит в состав Житьёвского сельского поселения, с точки зрения административно-территориального деления — в Житьёвский сельсовет.
Расстояние по автодороге до районного центра Сямжи — 9 км, до центра муниципального образования Житьёва — 7 км. Ближайшие населённые пункты — Пешковская, Яковлевская, Васильевская, Слободка, Угол.
По данным переписи в 2002 году постоянного населения не было.